# تين مائل
تين مائل (الاسم العلمي:Ficus obliqua) هو نوع من النباتات يتبع جنس التين من الفصيلة التوتية.